# Chelipoda praestans
Chelipoda praestans är en tvåvingeart som beskrevs av Axel Leonard Melander 1947. Chelipoda praestans ingår i släktet Chelipoda och familjen dansflugor. Inga underarter finns listade i Catalogue of Life.